# قتل درجه یک (فیلم)
قتل درجه یک (به انگلیسی: Murder in the First) یک فیلم درام حقوقی آمریکایی محصول ۱۹۹۵ به کارگردانی مارک روکو است. این فیلم دربارهٔ یک جنایتکار به نام هنری یانگ (با بازی کوین بیکن) است که به اتهام قتل درجه اول محاکمه می‌شود. کریستین اسلیتر و گری اولدمن از دیگر بازیگران این فیلم هستند. این فیلم بر اساس داستانی واقعی ساخته شده‌است.

## طرح
هنری یانگ (کوین بیکن) به عنوان یک یتیم ۱۷ ساله، ۵ دلار از یک فروشگاه مواد غذایی می‌دزدد تا خود و خواهر کوچکش روزتا (آماندا بوردن) را که هر دو فقیر هستند، سیر کند. او توسط مغازه دار (والی رز) دستگیر می‌شود و روزتا به یک یتیم خانه فرستاده می‌شود. از آنجا که آن فروشگاه مواد غذایی یک اداره پست ایالات متحده را نیز در خود جای داده‌است، جرم او به یک جرم فدرال ارتقا داده می‌شود. یانگ دیگر روزتا را نمی‌بیند و به زندان لیونورث، کانزاس محکوم می‌شود.
بعد از اینکه بعداً به آلکاتراز منتقل شد، جایی که توسط دستیار رئیس زندان، میلتون گلن (گری اولدمن) تحت ستم قرار گرفت، با دو زندانی دیگر، روفوس مک‌کین (دیوید مایکل استرلینگ) و آرتور بارکر (مایکل ملوین) در تلاش برای فرار شرکت کرد.
نقشه فرار به دلیل خیانت مک کین شکست می‌خورد. بارکر توسط نگهبانان کشته می‌شود و گلن یانگ را با فرستادن یانگ به «حفره» که در سیاه‌چال‌های آلکاتراز است، مجازات می‌کند، جایی که گلن نیز او را شکنجه می‌داد. به جز ۳۰ دقیقه در روز کریسمس در سال ۱۹۴۰، او به مدت سه سال در آنجا رها می‌شود. سلول انفرادی باعث می‌شود یانگ عقل خود را از دست بدهد.
پس از آزادی به عموم مردم، او یک قسمت روان پریشی را در کافه تریا زندان تجربه می‌کند و به مک کین حمله می‌کند و او را در مقابل دیدگان کارکنان زندان و سایر محکومان با چاقو با قاشق می‌کشد.
یانگ به دلیل قتل درجه یک در سانفرانسیسکو محاکمه می‌شود که در آن ویلیام مک نیل (ویلیام اچ. میسی) دادستان منطقه و دفتر وکالت عمومی که توسط آقای هنکین (استیون توبولوفسکی) اداره می‌شود، معتقدند یک پرونده باز و بسته‌است. جیمز استمفیل (کریستین اسلیتر)، مدافع عمومی، که اخیراً از دانشکده حقوق هاروارد فارغ‌التحصیل شده‌است، به این پرونده رسیدگی می‌شود. پس از کشف حقایق پرونده یانگ، استمفیل تلاش می‌کند آلکاتراز را با این ادعا که شرایط سخت آن او را دیوانه کرده‌است، محاکمه کند.
محاکمه تحت نظارت قاضی کلاوسون (آر. لی ارمی) به شدت سیاسی و بحث‌برانگیز می‌شود. در حالی که گلن هرگونه بدرفتاری با یانگ را انکار می‌کرد، استمفیل همچنین سرپرست جیمز هامسون (استفان گیراش) را به دلیل عدم حضور در اقدامات گلن نسبت به یانگ مسئول می‌دانست.
یانگ به استمفیل می‌گوید که می‌خواهد اعترافش را به گناهکار تبدیل کند، زیرا ترجیح می‌دهد مرده باشد تا اینکه به آلکاتراز بازگردانده شود. یانگ به قتل غیرعمد و نه قتل درجه یک محکوم شده‌است. او به آلکاتراز بازگردانده می‌شود و به دستور گلن در «حفره» قرار می‌گیرد و یانگ ادعا می‌کند که هنوز در هر دو راه پیروز شده‌است. یانگ قبل از درخواست تجدیدنظر در سلولش مرده پیدا شد، جایی که روی دیوارها «پیروزی» نوشته شده بود. روایت استمفیل بیان می‌کرد که یانگ بیهوده نمرد و از او تشکر کرد که او را طرفدار بیسبال کرده‌است.
این فیلم با تحقیق در مورد آلکاتراز به پایان می‌رسد. گلن به دلیل بدرفتاری محکوم شد و از کار در سیستم جزایی ایالات متحده منع شد.

## داستان
هنری یانگ (کوین بیکن)، یک یتیم ۱۷ ساله، ۵ دلار از یک خواربار فروشی می‌دزدد تا خود و خواهر کوچکش را که هر دو فقیر هستند، سیر کند. پس از مدتی پلیس‌ها اورا دستگیر می‌کنند و خواهرش را به یتیم‌خانه می‌فرستند. بعدها هنری متوجه می‌شود که در داخل آن فروشگاه یک مرکز خدمات پست ایالات متحده وجود دارد که این یک جرم فدرال محسوب می‌شود و مجازات سنگینی دارد. یانگ دیگر هرگز خواهرش را نمی‌بیند و به زندان لیونورث در کانزاس تبعید می‌شود و مدتی بعد به آلکاتراز؛ پس از انتقال به آلکاتراز، او با دو زندانی دیگر در تلاش برای فرار شرکت می‌کند.

## بازیگران
- کریستین اسلیتر بعنوان جیمز اسمفیل
- کوین بیکن بعنوان هنری یانگ
- گری اولدمن بعنوان واردن میلتون
- امبت دیویتس مری مک کالسین
- ویلیام اچ میسی ویلیام مک نیل
- استفن توبلوفسکی آقای هنکین

## نکات پیرامون تولید
از آنجایی که تهیه‌کنندگان به واقع‌گرایانه بودن اصرار داشتند، بیکن، اسلیتر و اولدمن، بخشی از اوقات‌فراغت خود را در سلول‌های زندان سپری کردند.
فیلم‌برداری از ۱۳ دسامبر ۱۹۹۳ شروع شد. تولید در سانفرانسیسکو، کالیفرنیا، و جزیره آلکاتراز، در خلیج سانفرانسیسکو انجام شد. سکانس‌های دادگاه در شرکت خدمات تولیدی ترسینک در لس آنجلس، کالیفرنیا فیلمبرداری شد. در ۱۷ ژانویه ۱۹۹۴ در حین فیلمبرداری یکی از صحنه‌های دادگاه، فیلمبرداری توسط زلزله ۱۹۹۴ نورتریج متوقف شد. بیکن، که با دستبند به میز بزرگی بسته شده بود، با پنهان‌شدن، در زیر میز پناه گرفت. یک هفته و نیم بعد از زلزله، فیلمبرداری دوباره از سر گرفته‌شد. در فوریه، آنها به آلکاتراز نقل مکان کردند. فیلمبرداری در آنجا باید در شب انجام می‌شد، زیرا خدمات پارک ملی نمی‌خواست گردشگری روزانه را در روز مختل کند. بیش از ۳۰۰ خدمه مجبور شدند در سلول‌های زندان جمع شوند. تولید در ۱۲ مارس ۱۹۹۴ به پایان رسید.

### صحت تاریخی
این فیلم تغییرات زیادی در وقایع تاریخی ایجاد می‌کند. هنری یانگ واقعی به جرم سرقت ۵ دلار برای نجات خواهرش از فقر محکوم نشد. او یک دزد بانک سرسخت بود که حداقل در یک مورد گروگان گرفته بود و در سال ۱۹۳۳ مرتکب قتل شده بود. یانگ با سیستم کیفری هم غریبه نبود. قبل از زندانی شدن در آلکاتراز در سال ۱۹۳۶، او مدتی را در دو زندان ایالتی در مونتانا و واشینگتن گذرانده بود. در سال ۱۹۳۵ او اولین سال خود را در مراکز اصلاحی فدرال در جزیره مک‌نیل، واشینگتن گذراند و سپس به آلکاتراز منتقل شد.
فیلم با بازگشت هنری یانگ خیالی به سیاهچال‌های آلکاتراز در اوایل دهه ۱۹۴۰ به پایان می‌رسد؛ جایی که ظاهراً می‌میرد. در واقع یانگ واقعی تا سال ۱۹۴۸ در آلکاتراز باقی ماند و سپس به مرکز پزشکی ایالات متحده برای زندانیان فدرال در اسپرینگفیلد، میزوری منتقل شد و تا سال ۱۹۵۴ در آنجا ماند. در حالی که در آلکاتراز بود، در بلوک سلولی اصلی باقی ماند. یانگ در هیچ سیاهچالی نگهداری نمی‌شد زیرا آنها تقریباً یک دهه قبل بسته شده بودند. در سال ۱۹۵۴، یانگ به ندامتگاه ایالت واشینگتن در والا والا منتقل شد تا بخاطر محکومیت قتل در سال ۱۹۳۳، حبس ابد او آغاز شود.
در سال ۱۹۷۲، پس از اینکه یانگ در سن ۶۱ سالگی از زندان ایالت واشینگتن آزاد شد، از آزادی مشروط خودداری کرد. به گفته مقامات ایالت واشینگتن، محل نگهداری وی ناشناخته است. یانگ در سال ۱۹۱۱ به دنیا آمد. اگر در سال ۲۰۲۱ هنوز زنده بوده باشد، حدود ۱۱۳–۱۱۴ سال سن خواهد داشت.

## اکران
این فیلم در ۲۰ ژانویه ۱۹۹۵ در ۱۲۳۷ سینما در ایالات متحده اکران شد و در هفته افتتاحیه ۴٬۷۱۹٬۱۸۸ میلیون دلار فروخت. این فیلم پس از ۴ هفته اکران در سینماها، ۱۷٬۳۸۱٬۹۴۲ میلیون دلار در مقابل بودجه ۲۳ میلیون دلاری فروخت.

## بازخورد
این فیلم نقدهای متفاوتی از سوی منتقدان دریافت کرد. راتن تومیتوز به‌صورت گذشته‌نگر بر اساس نظرات ۳۶ منتقد به فیلم امتیاز ۵۰ درصدی داد. اجماع سایت بیان می‌کند: «علی‌رغم بازیگران قوی و داستانی که از رویدادهای باورنکردنی واقعی الهام گرفته شده‌است، قتل درجه یک به شدت درجه دوم است.»
راجر ایبرت از ۴ ستاره، ۲ ستاره را به فیلم داده و از اسلیتر انتقاد می‌کند که برای نقشش خیلی جوان است و به اندازه کافی اعتمادبه‌نفس ندارد تا بتواند عملکردش را کاهش دهد.

## جوایز
کوین بیکن برنده جایزه منتخب منتقدان برای بهترین بازیگر مرد en:Murder in the First (film)#cite note-21 و نامزد جایزه انجمن بازیگران سینما برای اجرای برجسته توسط یک بازیگر مرد در نقش مکمل شد. en:Murder in the First (film)#cite note-22